# Korolupy
Korolupy (in tedesco Kurlupp) è un comune della Repubblica Ceca facente parte del distretto di Znojmo, in Moravia Meridionale.